# Фортеця Святої Олени
Фортеця Святої Олени (венец. Castello di Santa Elena) або Замок Тіноса — візантійські та венеційські укріплення, які були розташовані на горі Ексембург поблизу від села Ксобурго острова Тінос, Греції.

## Історія
Фортеця була побудована під час візантійського володіння островом на горі висотою 640 метрів та домінує над місцевістю. Венеційці назвали її "Castello di Santa Elena" на честь церкви, розташованої на вершині гори всередин фортеці. 

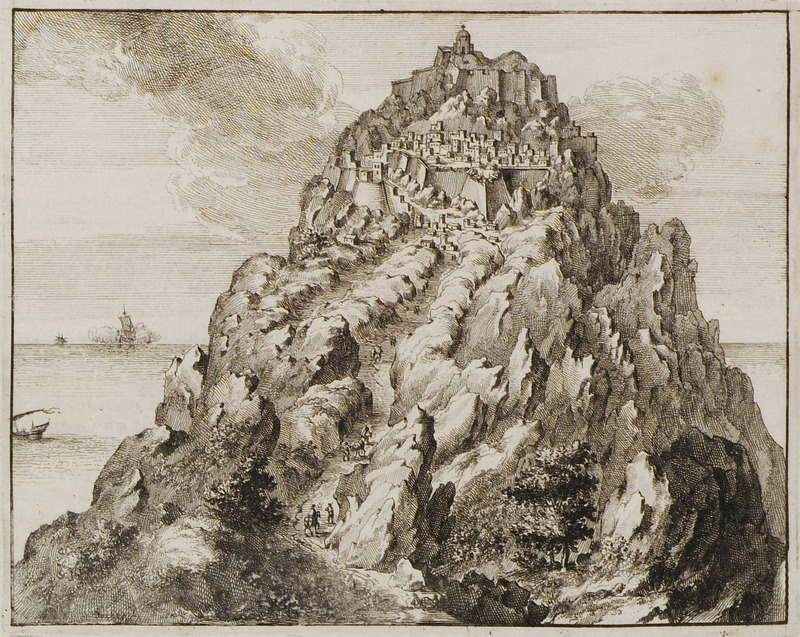
Фортеця на горі (1688 р.)

Розташований поруч з фортецею населений пункт з 1207 року було адміністративним центром острова. В той час острів разом з Андросом, Скіатосом, Скопелосом і Скіросом перейшов у володіння венеційських братів Єремії та Андре Гізі. Це відбулося після поділу Візантійської імперії, який відбувся після падіння Константинополя під час Четвертого хрестового походу.
Після смерті Батоломія III Гізі у 1390 році Венеційська республіка, до якої звернулись місцеві жителі, взяла фортецю під свій контроль і продовжувала її укріпляти. Османський адмірал Хайр ад-Дін Барбаросса захопив острів в 1537 році, але наступного року венеційці знову ним заволоділи. Барбаросса спробував заволодіти островом у 1541 році, проте це йому не вдалося.
Після відвоювання фртеці венеційці розширили фортечні мури до 600 метрів, побудувавши фортечні вежі з її усіх сторін. В цей період населення в фортеці налічувало 1000-2000 осіб, там розташовувалось 677 будинків, 5 церков (собор, присвячений Богородиці, костел Св. Барва, церква Святої Трійці, Софійська церква та церква Непорочного зачаття), склади та цистерни з водою.

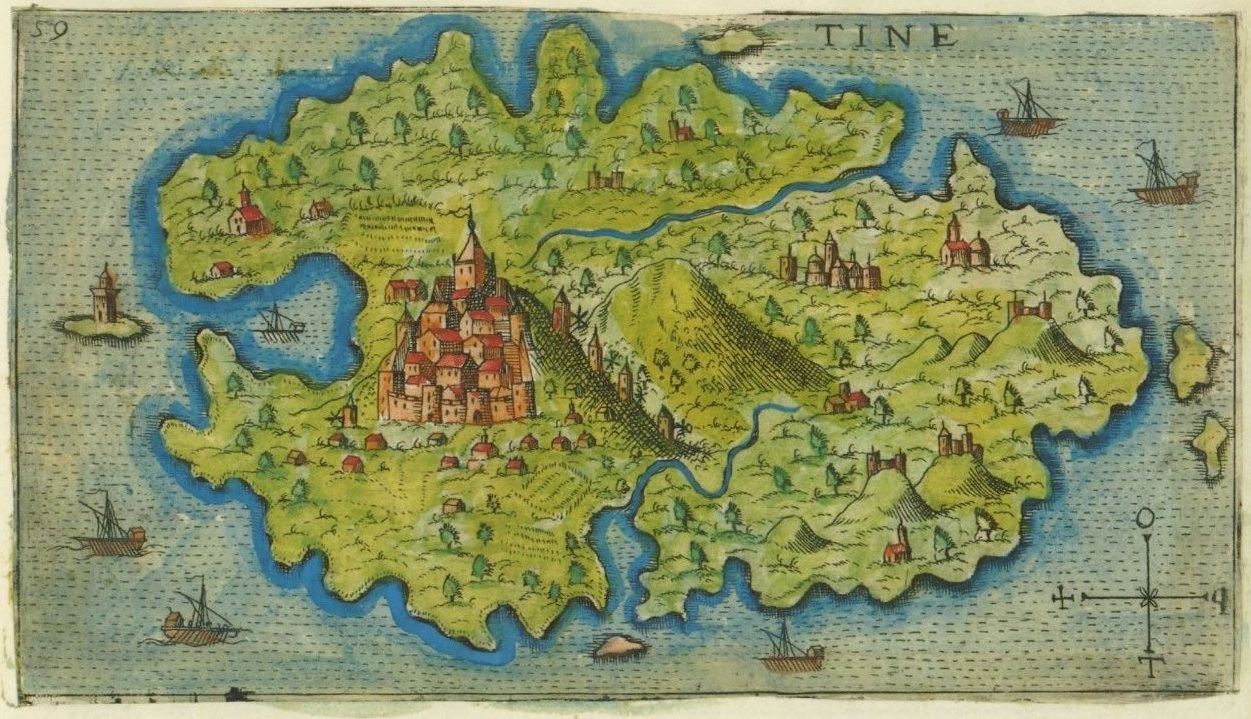
Фортеця на старовинній карті острова (1597 р.)

У 1570 р. османські війська в кількості 8000 бійців з кількома гарматами під проводом Канум-паші обложили гору, але були успішно відбиті. Подальші невдалі спроби захоплення фортеці були зроблені османами у 1655, 1658, 1661 та 1684 роках. Вже в 1700 році укріплення перебували в незадовільному стані, а фортецю охороняло лише 14 солдатів. Фортеця належала венеційцям аж до 1715 року, коли під час Османсько-венеційської війни решта островів архіпелагу Кіклади потрапили до турків, та її знову оточили турецькі війська. Незважаючи на те, що фортеця вважалася непереможною і здавалася захищеною від ворогів, командир фортеці домовився про умови її здачі і здався. Умови дозволяли всім венеційцям на острові його покинути зі зброєю та прапорами, проте греки мали залишитися на острові.
В результаті командира фортеці та її офіцерів керівництво Венеційської республіки звинуватило у "державній зраді після підкупу" та засудило до смертної кари через заливання розплавленим сріблом. Губернатора острова Бернардо Бальбі перевели до Венеції та за малодушність засудили до довічного ув'язнення. Османи же за три дні майже повністю знищили фортецю та розташоване в ній поселення.
Наразі від фортеці залишились залишки мурів, башт та цистерн для води.